# تيري ماكويد
تيري ماكويد (بالإنجليزية: Terry McQuade)‏ (24 فبراير 1941 في المملكة المتحدة - ) هو لاعب كرة قدم بريطاني في مركز الهجوم. لعب مع تشارلتون أثلتيك وكوينز بارك رينجرز ونادي إنفيلد ونادي ميلوول ونادي كوربي تاون ونادي أدينغتون ‏ ونادي دوفر ونادي ديربن سيتي.